# Scotophaeus rufescens
Scotophaeus rufescens är en spindelart som först beskrevs av Kroneberg 1875.  Scotophaeus rufescens ingår i släktet Scotophaeus och familjen plattbuksspindlar. Inga underarter finns listade i Catalogue of Life.